# محمد بن فطيس الإلبيري
أبو عبد الله محمد بن فطيس بن واصل بن عبد الله الغافقي الأندلسي الإلبيري مُحدث الأندلس وأحد كبار علماء المالكية فيها، وأحد رواة الحديث النبوي.
مولده سنة 229 هـ . سمع أبان بن عيسى، ومحمد بن أحمد العتبي الفقيه، وابن مزين أحد علماء الأندلس. قال ابن الفرضي في تاريخه: «ارتحل سنة سبع وخمسين ومائتين، فسمع من يونس بن عبد الأعلى، وأحمد بن عبد الرحمن بن وهب، ومحمد بن عبد الله بن عبد الحكم، وأخذ بإفريقية عن أحمد بن عبد الله العجلي الحافظ، وشجرة بن عيسى، ويحيى بن عون، وأكثر عن أهل الحرم، ومصر، والقيروان، وتفقه بالمزني، وأدخل الأندلس علما غزيرا».
وكان بصيرا بفقه مالك بن أنس، وكان يقول لقيت في رحلتي مائتي شيخ ما رأيت فيهم مثل ابن عبد الحكم. قال ابن الفرضي وغيره: «صارت إليه الرحلة من البلاد، وعمر دهرا». ألف كتاب الروع والأهوال، وكتاب الدعاء. وكان ضابطا نبيلا صدوقا.

## وفاته
قال الذهبي حدثنا عنه غير واحد توفي في شوال سنة 319 هـ، وقد عُمر تسعين عاما.